# Anquesenamon
Anquesenamon (ou Ankhesenamon) foi a terceira das seis filhas do faraó Aquenáton e da rainha Nefertiti.  Grande esposa real do faraó Tutancâmon, tinha como nome original Anquesepaton, o que significa "ela vive para Aton", nome que estava relacionado com a doutrina religiosa desenvolvida por seu pai, que fazia do deus Aton a única divindade digna de culto. 
Quando sua mãe morreu, a irmã mais velha de Anquesenamon, Meritaton, tornou-se a grande esposa real (ou seja esposa principal) do faraó. Anquesenamon também teria casado com o pai e tido uma filha chamada Anquesenpaton-Taxerite, embora nem todos os egiptólogos considerem esta figura da corte de Amarna como resultado desta união. 
Com o falecimento de Aquenáton, Meritaton casou-se com Semencaré, mas ambos permaneceram no trono por cerca de três anos. Com a morte deste casal real, e o casamento com Tutancâmon, seu irmão mais novo, o seu nome mudou para Anquesenamon ("ela vive para Amon"), facto relacionado com a restauração do deus Amon como divindade principal da dinastia.
Ela surge em representações artísticas de manifestações de afecto com Tutancâmon, sendo uma das mais conhecidas a retratada numa cadeira do faraó, na qual a rainha aparece aplicando óleos no esposo.
No túmulo de Tutancâmon (descoberto em 1922 por Howard Carter) foram encontrados dois fetos mumificados, que se julgam serem os filhos dele com Anquesenamon, nascidos de maneira prematura.
Quando o seu esposo faleceu Anquesenamon escreveu ao rei dos hititas, Supiluliuma I, solicitando o envio de um dos seus filhos para casar consigo e tornar-se rei do Egipto, um facto estranho, tendo em conta que os hititas eram inimigos dos Egípcios. Supiluliuma duvidou da sinceridade do pedido, julgando tratar-se de uma cilada. Na sua mensagem o rei hitita pergunta à rainha onde está o filho de Tutancâmon, respondendo esta, de forma impaciente, que não tem filhos. Depois de Anquesenamon repetir o pedido, o rei hitita envia-lhe um dos filhos que se julga ter sido assassinado pelo caminho por egípcios que tomaram conhecimento dos planos da rainha.
Anquesenamon casou com Aí (que tinha sido membro da corte de Tutancâmon), talvez contra a sua vontade, e este tornou-se faraó. Desde então nada mais se sabe desta rainha, nem mesmo sua morte. Especula-se que tenha sido condenada à morte por traição, tendo-lhe sido concedida a hipótese de cometer suicídio em vez de ser executada, privilégio reservado aos nobres entre os egípcios, mas não se sabe o que realmente aconteceu.